# Sfințișori

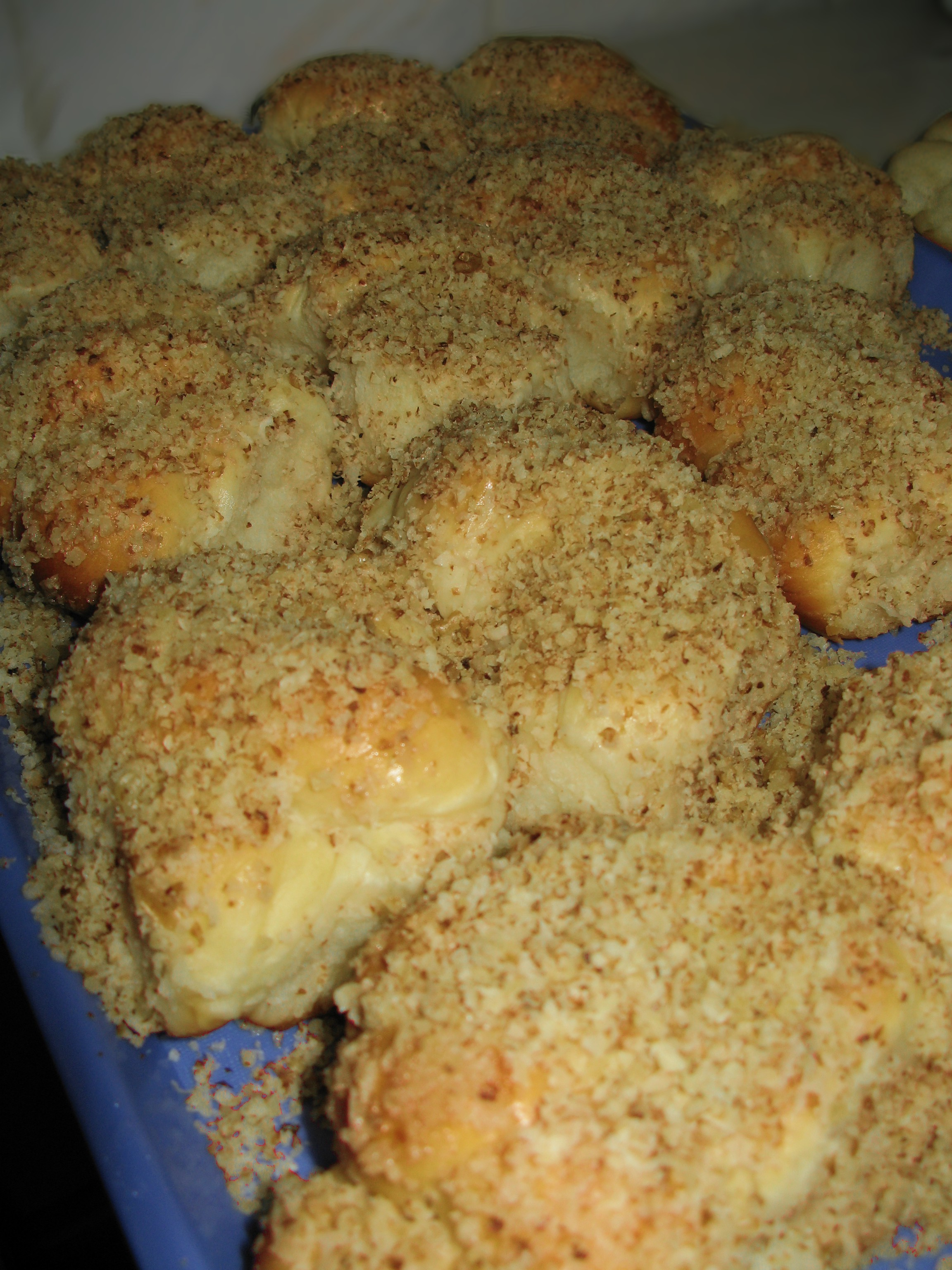
Sfințișori

Les Sfințișori,en roumain appelés aussi les Mucenici (martyrs) ou Mladencici en serbe et monténégrin, sont une pâtisserie traditionnelle de la cuisine serbe monténégrine macédonienne bulgare roumaine et moldave. Ils sont préparés à la mémoire des Quarante martyrs de Sébaste, chaque année le 9 mars du Calendrier julien révisé en Roumanie et en Moldavie et le 9 mars du calendrier julien soit le 22 mars du calendrier grégorien en Serbie, Monténégro et Macédoine du Nord. Cette fête est une tradition religieux des chrétiens orthodoxes de ses pays.

## Préparation
La pâte contient de la farine, des œufs, du lait, du sucre et de la levure. Les sfințișorii sont imbriqués sous forme de huit et, après cuisson, un sirop est ajouté fait d'eau, de sucre et de miel. Parfois il est saupoudré de noix de coco. On peut aussi ajouter des arômes de vanille, de rhum, ou encore des zestes d'orange ou de citron.

## En Serbie et au Monténégro
Les Mladencici sont célébrés le 22 mars et sont dédiés à la mémoire de la souffrance des quarante saints martyrs de Sebastia, qui ont souffert pour la foi du Christ en 320. Tous ces martyrs étaient des jeunes hommes, donc notre peuple a pris ce jour comme un jour férié où les jeunes époux (Mladencici) reçoivent des invités chez eux, et ils leur apportent des cadeaux et les aident ainsi au début de leur mariage et de leur vie dans la communauté conjugale. Ce jour-là, de jeunes femmes du foyer accueillent des invités dans leur maison et montrent leurs compétences et leur dextérité en tant que femme au foyer. Il convient de noter ici que les Mladencici tombent toujours avec le jeûne, car le carême commence généralement au début ou à la mi-mars, et par conséquent, chaque fête préparée ce jour-là doit être le jeûne, pour la santé et le progrès des enfants du jeune couple. La fête des Mladencici est toujours célébrée pendant le jeûne de Pâques. Cependant, lorsque les nouveaux mariés tombent le jour de la semaine sainte, la règle est de passer au week-end précédent.